# Selenogyrinae
Selenogyrinae là một phân họ nhện trong họ Theraphosidae.

## Các chi
- Chi Annandaliella, Hirst, 1909
- Chi Euphrictus, Hirst, 1908
- Chi Selenogyrus, Pocock, 1897